# Waltograph
Waltograph is een populair freeware script lettertype gebaseerd op de letters van het logo van Walt Disney.
Er zijn verschillende versies in omloop, sommige onder hun originele naam "Walt Disney Script".
Het lettertype is niet zoals menigeen vermoedt, een gelijkenis aan Walt Disneys handschrift, maar is een doorontwikkelde letter van de oude huisstijl van de Walt Disney Company, die wel deels is afgeleid van Walt Disneys handtekening.
Nadat het in 2000 uitkwam is het meermalen aangepast en uiteindelijk kwam dit lettertype Waltograph uit in 2004.
Het project is niet officieel en niet door Walt Disney geleid.